# CH Val d’Aran Vielha
Der CH Val d’Aran Vielha war ein spanischer Eishockeyclub aus Vielha e Mijaran im Val d’Aran, der von 2005 bis 2007 in der Superliga spielte.

## Geschichte
Der CH Val d’Aran Vielha wurde 2005 gegründet und nahm sofort am Spielbetrieb der Superliga, der höchsten spanischen Eishockeyliga, teil. Bereits in ihrer ersten Spielzeit erreichte die Mannschaft den dritten von sieben Plätzen und verpasste die Teilnahme an den Finalspielen um die Spanische Meisterschaft nur um einen Punkt. Nach einem vierten Platz in der Superliga und dem Erreichen des Halbfinales der Copa del Rey in der Saison 2006/07 zog sich Vielha im Dezember 2007 aufgrund eines Machtkampfs um die Vereinsführung vom Spielbetrieb zurück, woraufhin alle Ergebnisse des Teams aus der Saison 2007/08 annulliert wurden.

## Erfolge
- Teilnahme an der Superliga 2005/06, 2006/07, 2007/08
- Halbfinale Copa del Rey 2006/07